# Jack Tunney
Jack Tunney, pseudonimo di John Tunney (Toronto, 21 gennaio 1935 – Waterdown, 24 gennaio 2004), è stato un imprenditore e promotore canadese.
È principalmente ricordato per i suoi trascorsi tra il 1985 e il 1995 nella World Wrestling Federation, dove ha ricoperto il ruolo di presidente (kayfabe); durante il suo mandato, il wrestling nordamericano conobbe una forte espansione che culminò con la terza edizione di WrestleMania al Silverdome di Pontiac.

## Carriera
Jack Tunney venne nominato presidente della World Wrestling Federation nell'estate del 1985, subentrando al giapponese Hisashi Shinma; all'epoca il ruolo di presidente era simile a quello di un odierno general manager, sebbene apparisse sugli schermi televisivi soltanto in rare occasioni.
Durante la sua carica da presidente onorario, Tunney prese molte decisioni importanti, tutte nell'ambito della storyline:
- 1986 – Sospensione di André the Giant dai combattimenti per non essersi ripetutamente presentato sul ring nel corso di alcuni match.[1]
- 1987 – Radiazione dell'arbitro Danny Davis per attività scorrette e non professionali.[1][2]
- 1988 – durante un match tra Hulk Hogan ed André the Giant, Dave Hebner avrebbe dovuto arbitrare la contesa, ma si scoprì che Ted DiBiase aveva pagato il fratello gemello di Dave, Earl, per sostituirsi a lui e far perdere il titolo a Hogan. André vinse la cintura e la consegnò immediatamente dopo a DiBiase. Tunney dichiarò che il WWF World Title non poteva essere "ceduto" o "venduto", lo rese vacante e lo mise in palio in un torneo da svolgersi a WrestleMania IV.
- 1989 – Interdizione dall'arbitraggio di "Rugged" Ronnie Garvin. Garvin aveva iniziato a svolgere la funzione di arbitro dopo aver perso un "retirement match" contro Greg Valentine.
- 1990 – Sospensione e successivo licenziamento di Rick Rude per aver insultato la madre di Big Boss Man (in realtà si trattava di un espediente messo in atto a causa del passaggio di Rude alla WCW).
- 1991 – Proibizione a Jake "the Snake" Roberts di portarsi il serpente a bordo ring a seguito della sua aggressione nei confronti di Randy Savage.
- 1991 – Reinserimento ufficiale nel roster WWF di Savage in tempo per dargli la possibilità di vendicarsi di Roberts in un match da svolgersi al pay-per-view Tuesday in Texas.
- 1991 – Privazione del WWF World Championship a Hogan per le scorrettezze con le quali lo aveva conquistato in un match contro Undertaker, e messa in palio del titolo al vincitore della Royal Rumble 1992.
- 1993 – Privazione del WWF Intercontinental Championship a Shawn Michaels per non avere difeso la cintura abbastanza spesso (in realtà è stato detto che Michaels venne sospeso per essere risultato positivo agli steroidi, notizia da lui smentita, e che si era rifiutato di perdere la cintura. Michaels restò lontano dalla WWF per circa un mese).

Alla fine del 1989, Vince McMahon e Titan Sports interruppero la loro partnership con la famiglia Tunney, ma assunsero Jack come direttore della Titan Sports Canada. Tale cosa tagliò fuori Eddie Tunney, che era stato il socio d'affari di Jack, da ogni rapporto con la WWF. Eddie Tunney fece causa alla Titan Sports e a Jack Tunney stesso. La Titans Sports aveva versato un deposito cauzionale per prenotare l'arena Skydome per WrestleMania VI, ed Eddie Tunney aveva firmato l'accordo. Eddie deteneva inoltre il copyright del nome "WrestleMania" in Canada. La Titan Sports dovette risolvere la causa con Eddie Tunney in via consensuale per poter organizzare WrestleMania VI.
Il 12 luglio 1995, a causa di dissidi di carattere finanziario, Vince McMahon scelse di chiudere gli uffici WWF di Toronto e di organizzare ogni show in Canada senza il coinvolgimento di Tunney. Tunney fu costretto a dimettersi dalla WWF, si ritirò a vita privata e scomparve dal mondo del wrestling. A seguito dell'allontanamento di Tunney, fu dato a Gorilla Monsoon il ruolo di presidente WWF.

## Controversie
Jack Tunney fu testimone degli approcci sessuali di Terry Garvin nei confronti dell'arbitro WWF Mike Clark in un ufficio di Toronto, e si dichiarò pronto a portare Clark in tribunale. Probabilmente, la WWF credette che sia Tunney che Clark avrebbero seguito la linea aziendale e lasciato passare l'incidente sotto silenzio per il bene della società.
Secondo Pro Wrestling Observer, verso la fine della sua permanenza in WWF, Tunney si convinse che era stato Bret Hart a volere il suo licenziamento (ma Hart negò ogni addebito in seguito). Tunney non era convinto di Bret come superstar della federazione, non approvò il suo innalzamento al rango di "main eventer", e diffuse varie notizie screditanti sul suo conto. All'epoca, Tunney ebbe forti contrasti con la fazione della direzione WWF che invece sosteneva Bret.
A lungo sono circolate voci che affermavano come Jack Tunney avesse utilizzato fondi della compagnia a scopo personale per pagare dei debiti. Ciò è stato negato da molti conoscenti di Tunney, che hanno indicato questa diceria come una scusa della WWF per voltare le spalle a Jack.
Negli anni novanta, comparsate di Tunney in televisione e durante gli eventi dal vivo si fecero sempre più rare.

## Morte
Il 24 gennaio 2004, all'età di 69 anni, Jack Tunney morì nel sonno a causa di un infarto nella sua casa di Waterdown, Ontario, dopo una breve malattia.
L'allontanamento di Tunney dalla WWF rimase sempre una nota dolente nella sua carriera, ed al suo funerale non presenziò nessuno in rappresentanza della WWF, e l'annuncio della sua morte non venne diffuso sul sito ufficiale WWE.com.